# Olympische Sommerspiele 2016/Teilnehmer (Pakistan)
| Gelbes Symbol für Goldmedaillen mit stilisierten Olympischen Ringen | Graues Symbol für Silbermedaillen mit stilisierten Olympischen Ringen | Braundes Symbol für Bronzemedaillen mit stilisierten Olympischen Ringen |
| ------------------------------------------------------------------- | --------------------------------------------------------------------- | ----------------------------------------------------------------------- |
| —                                                                   | —                                                                     | —                                                                       |

Pakistan nahm an den Olympischen Spielen 2016 in Rio de Janeiro teil. Es war die insgesamt 17. Teilnahme an Olympischen Sommerspielen. Zum ersten Mal in der pakistanischen Olympiageschichte konnte sich die pakistanische Herrenhockeynationalmannschaft nicht qualifizieren.

## Teilnehmer nach Sportarten

### Judo
| Athleten     | Wettbewerb        | 1. Runde      | 1. Runde    | 2. Runde      | 2. Runde      | Viertelfinale | Viertelfinale | Halbfinale / Trostrunde | Halbfinale / Trostrunde | Finale / Platz 3 | Finale / Platz 3 | Rang |
| Athleten     | Wettbewerb        | Gegner        | Ergebnis    | Gegner        | Ergebnis      | Gegner        | Ergebnis      | Gegner                  | Ergebnis                | Gegner           | Ergebnis         | Rang |
| ------------ | ----------------- | ------------- | ----------- | ------------- | ------------- | ------------- | ------------- | ----------------------- | ----------------------- | ---------------- | ---------------- | ---- |
| Männer       |                   |               |             |               |               |               |               |                         |                         |                  |                  |      |
| Shah Hussain | Klasse bis 100 kg | A. Bloschenko | 000s1:100s0 | ausgeschieden | ausgeschieden | ausgeschieden | ausgeschieden | ausgeschieden           | ausgeschieden           | ausgeschieden    | ausgeschieden    | 17   |

### Leichtathletik
Laufen und Gehen
| Athleten      | Wettbewerb | Vorlauf | Vorlauf | Halbfinale    | Halbfinale    | Finale        | Finale        | Rang |
| Athleten      | Wettbewerb | Zeit    | Rang    | Zeit          | Rang          | Zeit          | Rang          | Rang |
| ------------- | ---------- | ------- | ------- | ------------- | ------------- | ------------- | ------------- | ---- |
| Frauen        |            |         |         |               |               |               |               |      |
| Najma Parveen | 200 m      | 26,11 s | 70      | ausgeschieden | ausgeschieden | ausgeschieden | ausgeschieden | 70   |
| Männer        |            |         |         |               |               |               |               |      |
| Mehboob Ali   | 400 m      | 48,37 s | 46      | ausgeschieden | ausgeschieden | ausgeschieden | ausgeschieden | 46   |

### Schießen
| Athleten              | Wettbewerb                   | Qualifikation   | Qualifikation | Finale          | Finale        | Ringe/ Scheiben | Rang |
| Athleten              | Wettbewerb                   | Ringe/ Scheiben | Rang          | Ringe/ Scheiben | Rang          | Ringe/ Scheiben | Rang |
| --------------------- | ---------------------------- | --------------- | ------------- | --------------- | ------------- | --------------- | ---- |
| Frauen                |                              |                 |               |                 |               |                 |      |
| Minhal Sohail         | Luftgewehr 10 Meter          | 413,2           | 28            | ausgeschieden   | ausgeschieden | 413,2           | 28   |
| Männer                |                              |                 |               |                 |               |                 |      |
| Ghulam Mustafa Bashir | Schnellfeuerpistole 25 Meter | 571             | 18            | ausgeschieden   | ausgeschieden | 571             | 18   |

### Schwimmen
| Athleten     | Wettbewerb     | Vorlauf     | Vorlauf | Halbfinale    | Halbfinale    | Finale        | Finale        | Rang |
| Athleten     | Wettbewerb     | Zeit        | Rang    | Zeit          | Rang          | Zeit          | Rang          | Rang |
| ------------ | -------------- | ----------- | ------- | ------------- | ------------- | ------------- | ------------- | ---- |
| Frauen       |                |             |         |               |               |               |               |      |
| Lianna Swan  | 50 m Freistil  | 29,02 s     | 64      | ausgeschieden | ausgeschieden | ausgeschieden | ausgeschieden | 64   |
| Männer       |                |             |         |               |               |               |               |      |
| Haris Bandey | 400 m Freistil | 4:33,13 min | 50      | –             | –             | ausgeschieden | ausgeschieden | 50   |